# Тейт-Модерн
Тейт-Модерн (англ. Tate Modern) — національна галерея міжнародного модерністського й сучасного мистецтва в центрі Лондона, входить до групи галерей Тейт. Відкрита у 2000 в будівлі колишньої Банксайд електростанції у лондонському бюро Саутерк. Тут представлені твори світового сучасного мистецтва із колекції Тейт, створені з 1900 дотепер.
Тейт-Модерн є найвідвідуванішою галереєю модерністського мистецтва у світі, у 2009 році її відвідало приблизно 4,7 млн відвідувачів на рік.
Тейт-Модерн займав шосте місце в ТОП-20 музеїв світу за чисельністю відвідувань у допандемічному 2019 році за даними Theme Index and Museum Index 2022 (перше місце в ТОП-20 займав Лувр) та друге місце серед британських музеїв. Музей у 2019 році мав майже 6,1 млн. відвідувань. Пандемія Covid-19 сильно вплинула на відвідування – у 2020 році кількість відвідувачів становила 1,4 млн. осіб, у 2021 році – 1,2 млн. Однак, у 2022 році стан справ покращився, відбулося певне відновлення інтересу до експозицій Тейт Модерн, чисельність відвідувань збільшилась до 3,9 млн.
Будівля колишньої електростанції Бенксайд на березі Темзи, в якій нині розташовується Тейт-Модерн, зведена за два етапи впродовж 1947—1963 років за проєктом Джайла Гілберта Скотта, який був також архітектором електростанції Баттерсі, Ліверпульського собору, університетських бібліотек Оксфорда і Кембриджа, моста Ватерлоо і автором відомої британської червоної телефонної будки. Після закриття електростанції будівлю переобладнали для розміщення галереї.

## Інсталяції

Рейчел Уайтред. «EMBANKMENT», ноябрь 2005
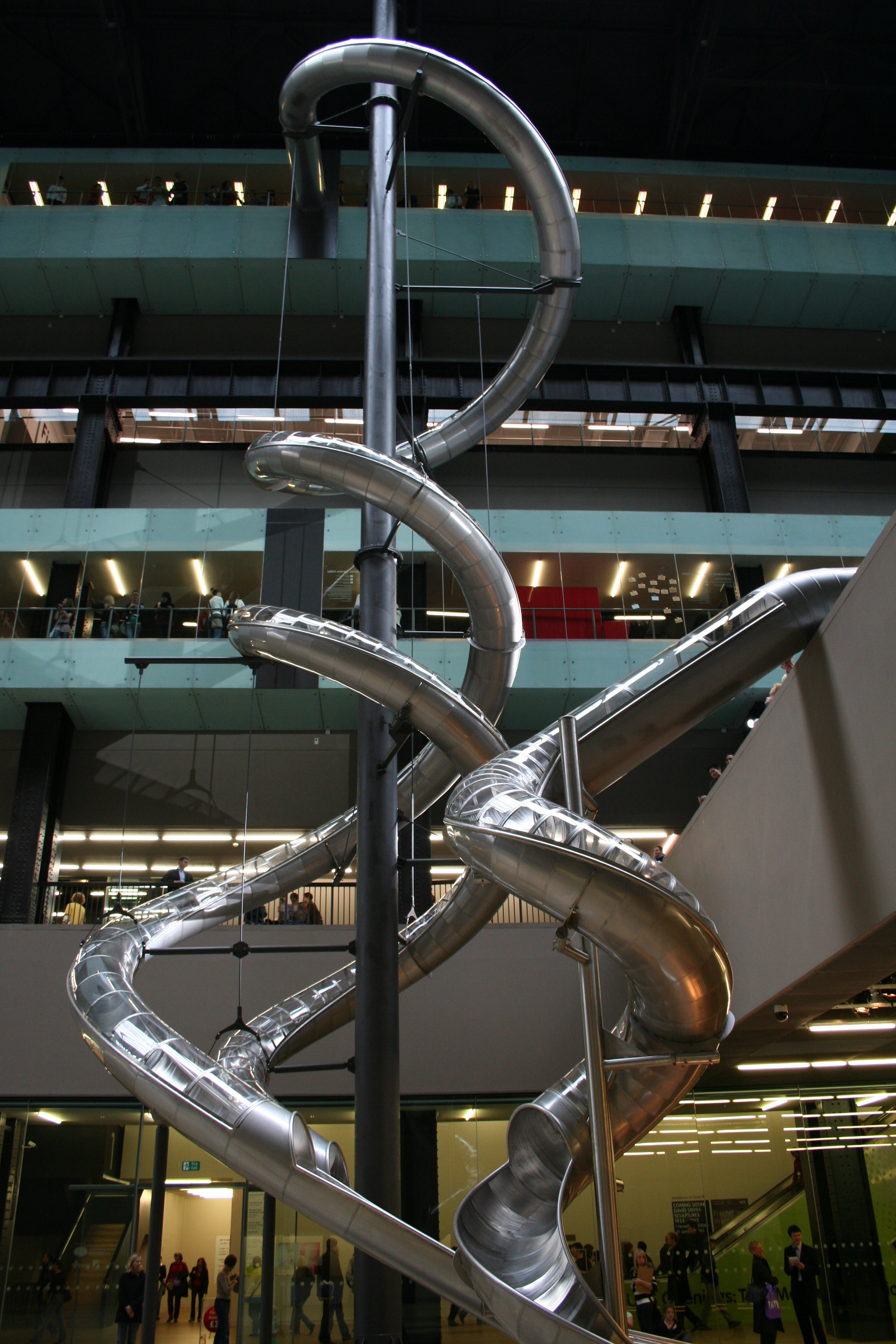
Карстен Хьоллер. «Test Site[en]», окт. 2006
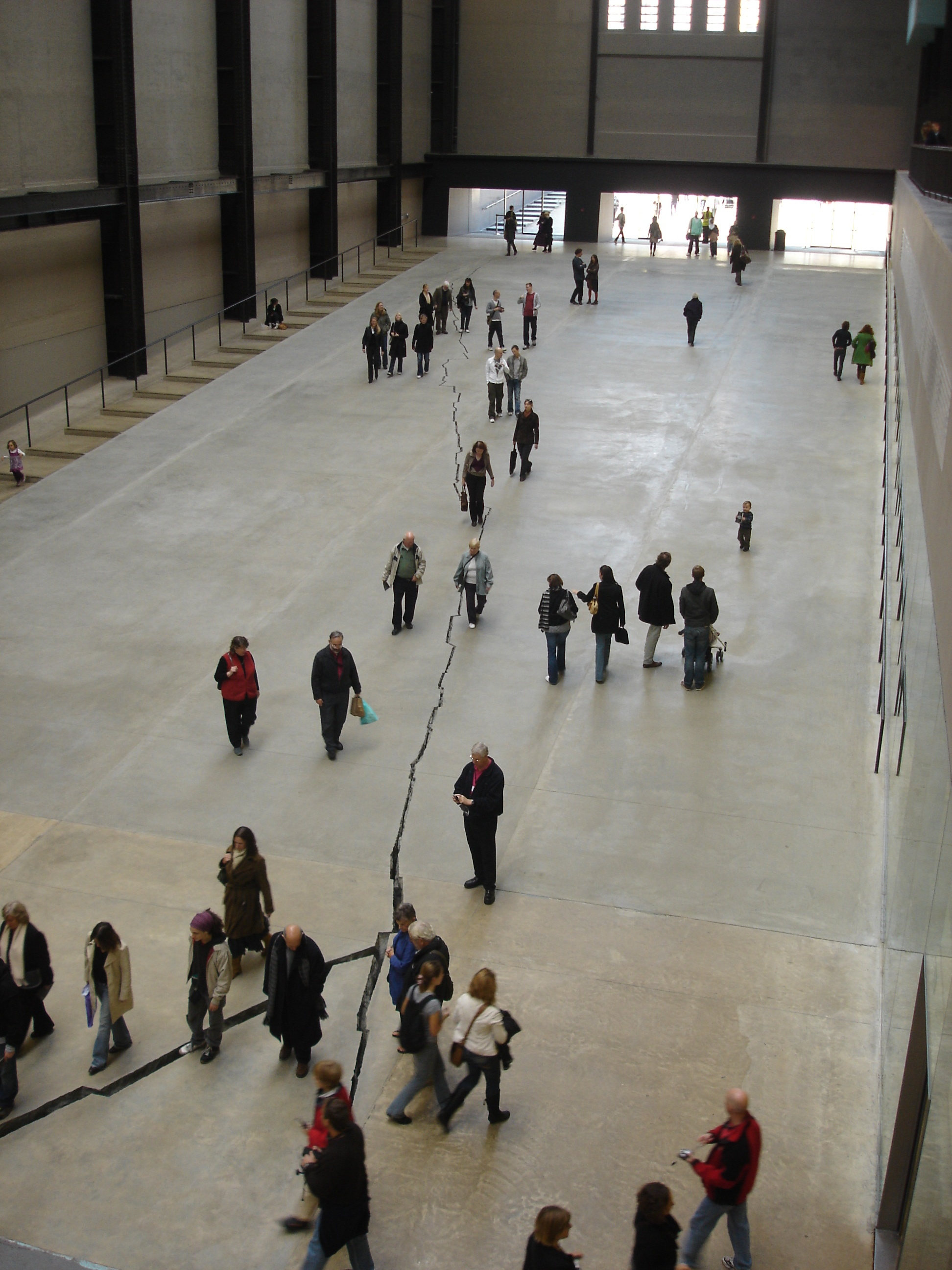
Доріс Сальседо. «Shibboleth[en]», окт. 2007
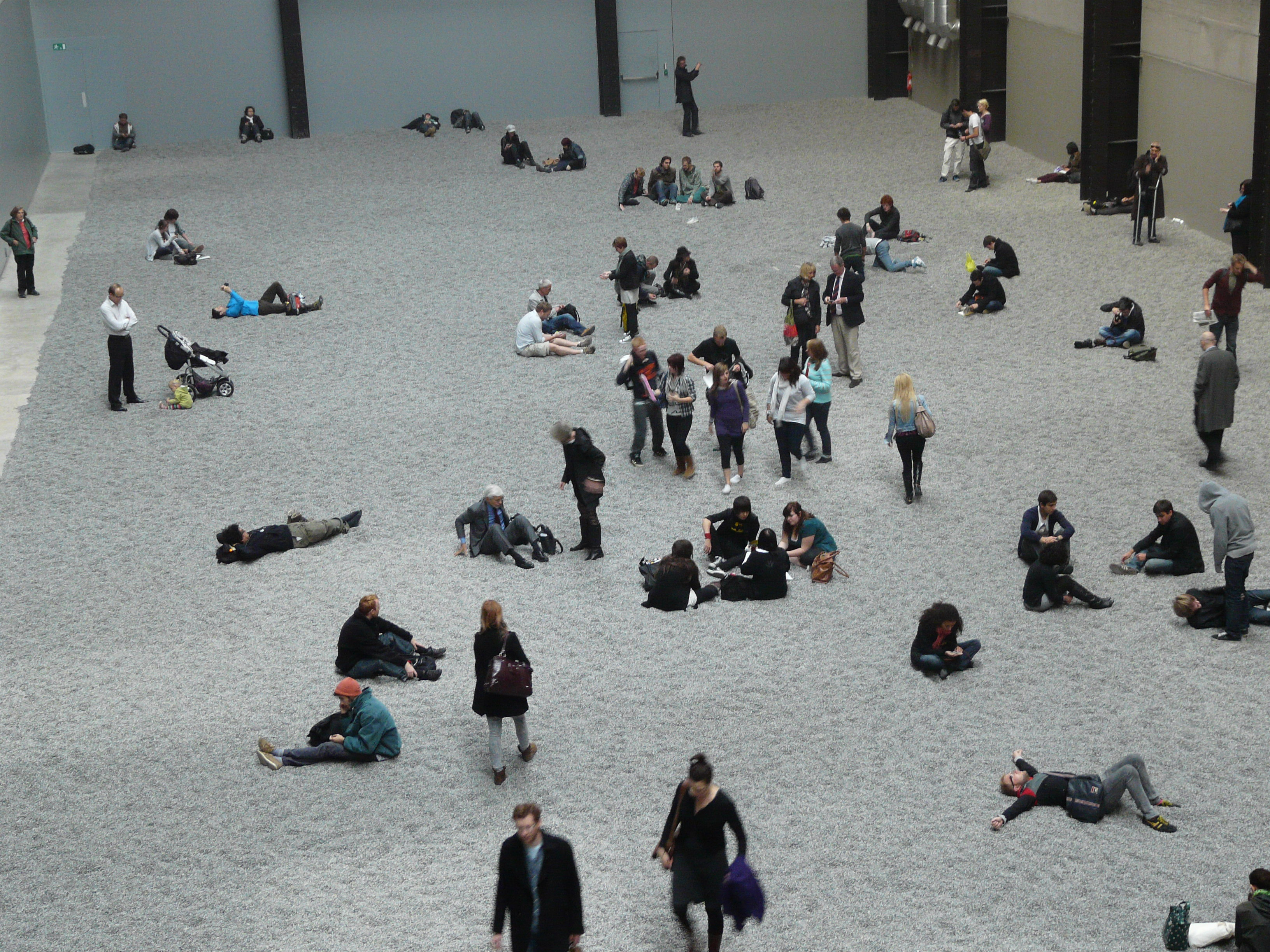
Ай Вейвей. Насіння соняшнка, 2010
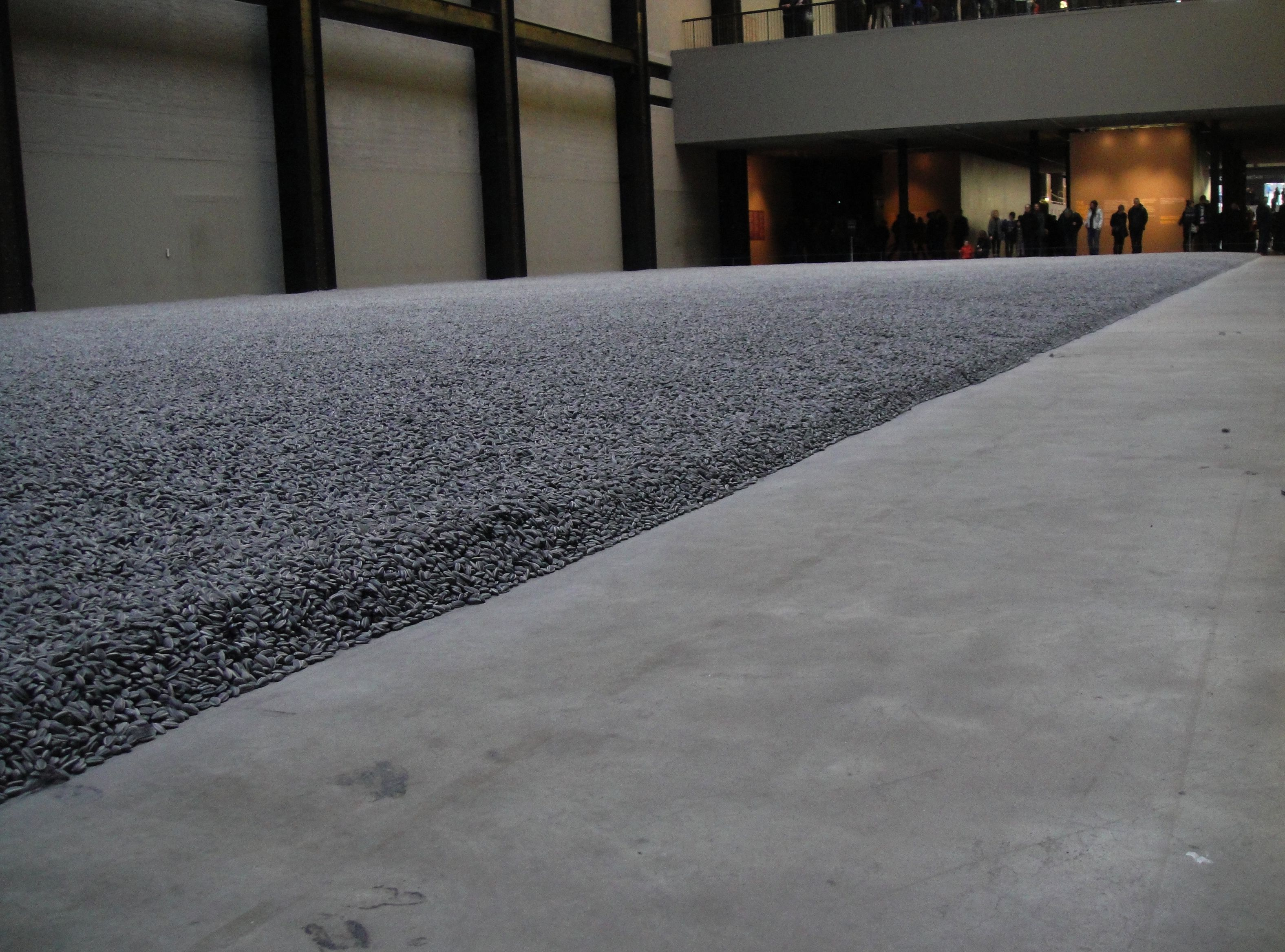
Ай Вейвей. Насіння соняшнка, 2011
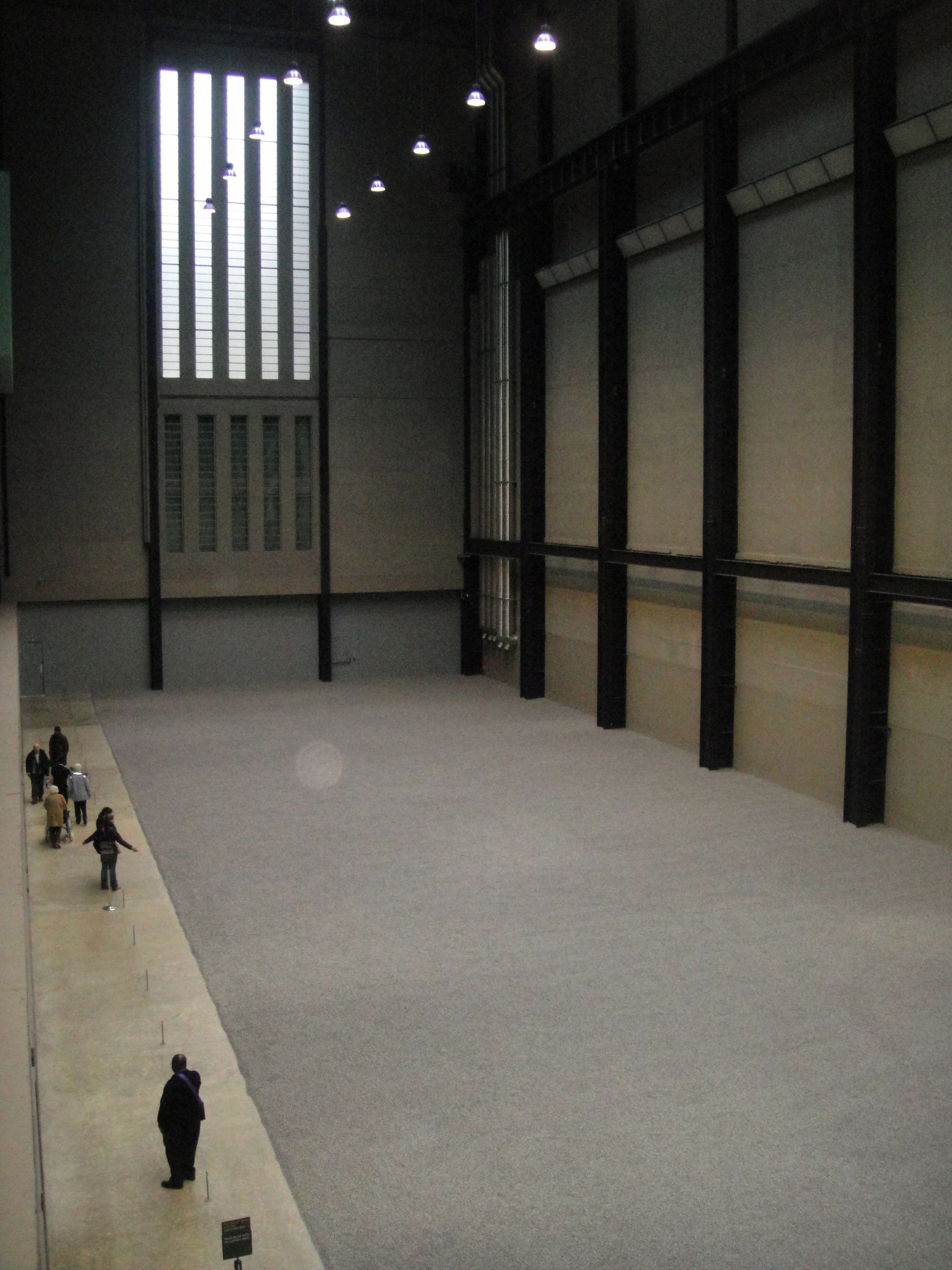
Ай Вейвей. Насіння соняшнка, 2011

## Обрані картини з постійної колекції

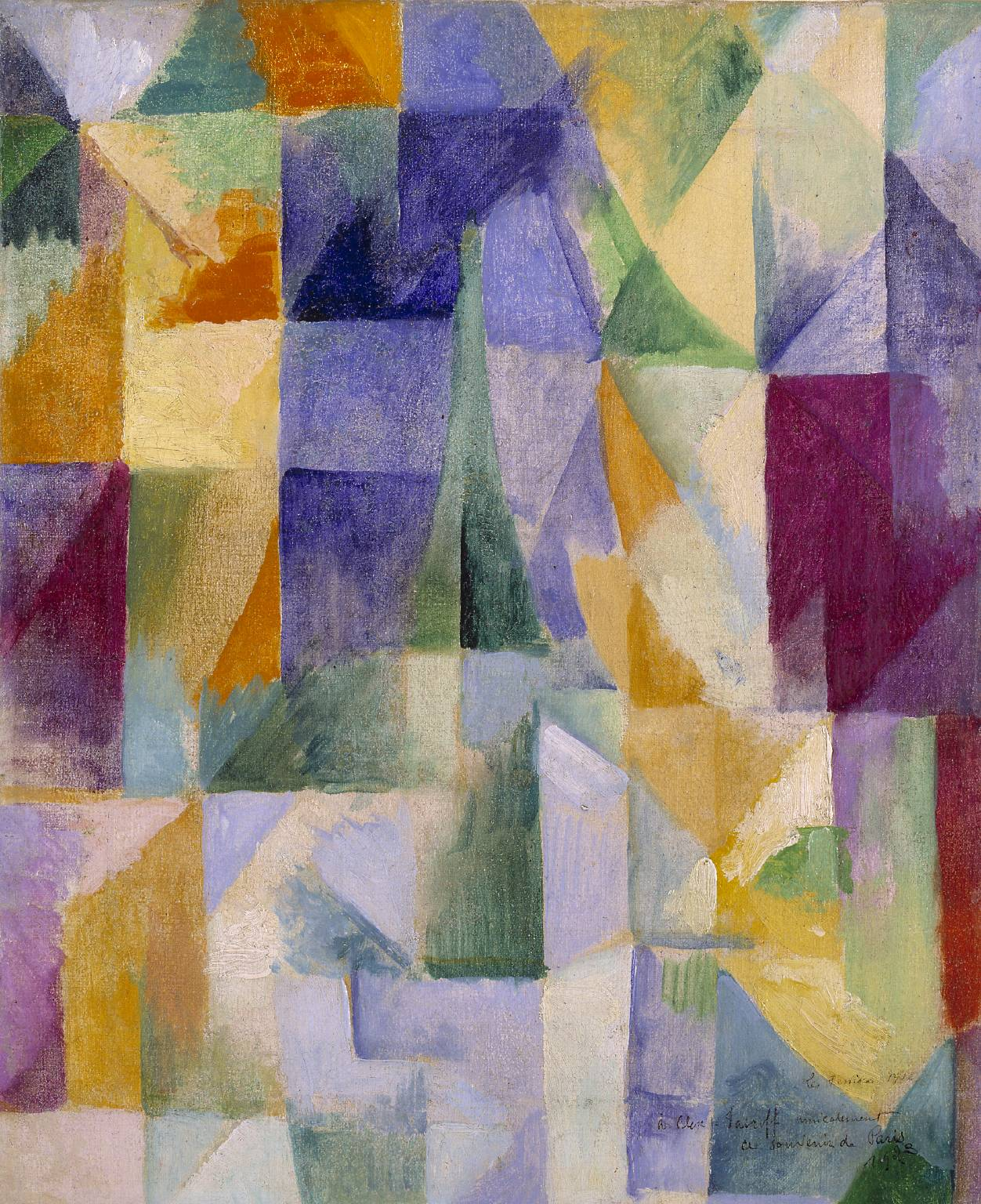
Робер Делоне, 1912, Вікна відкриваються одночасно (перша частина, третій мотив), олійна фарба по полотну,  45.7 x 37.5 см
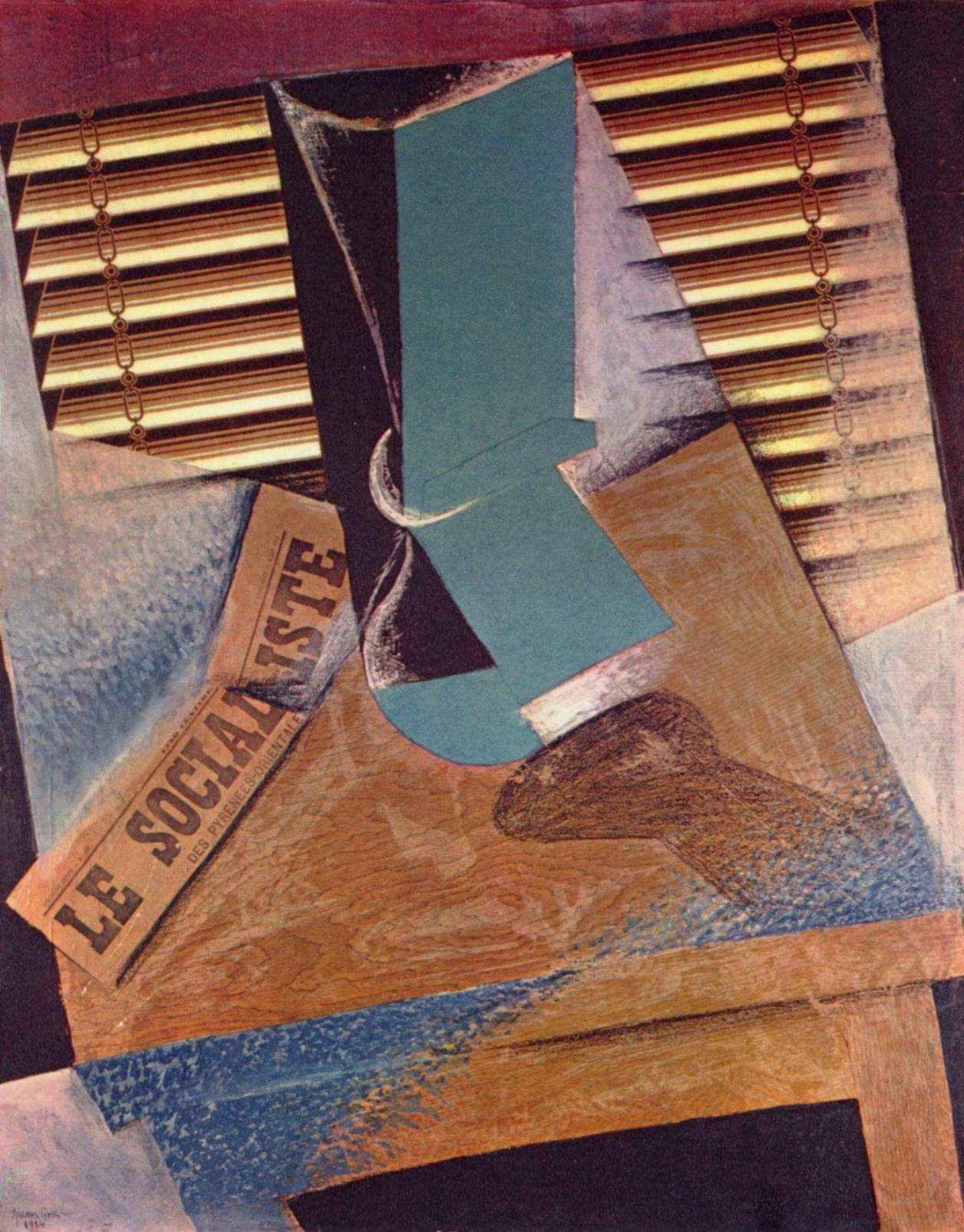
Хуан Ґріс, 1914, Жалюзі, коллаж та олійна фарба по полотну, 92 × 72.5 см
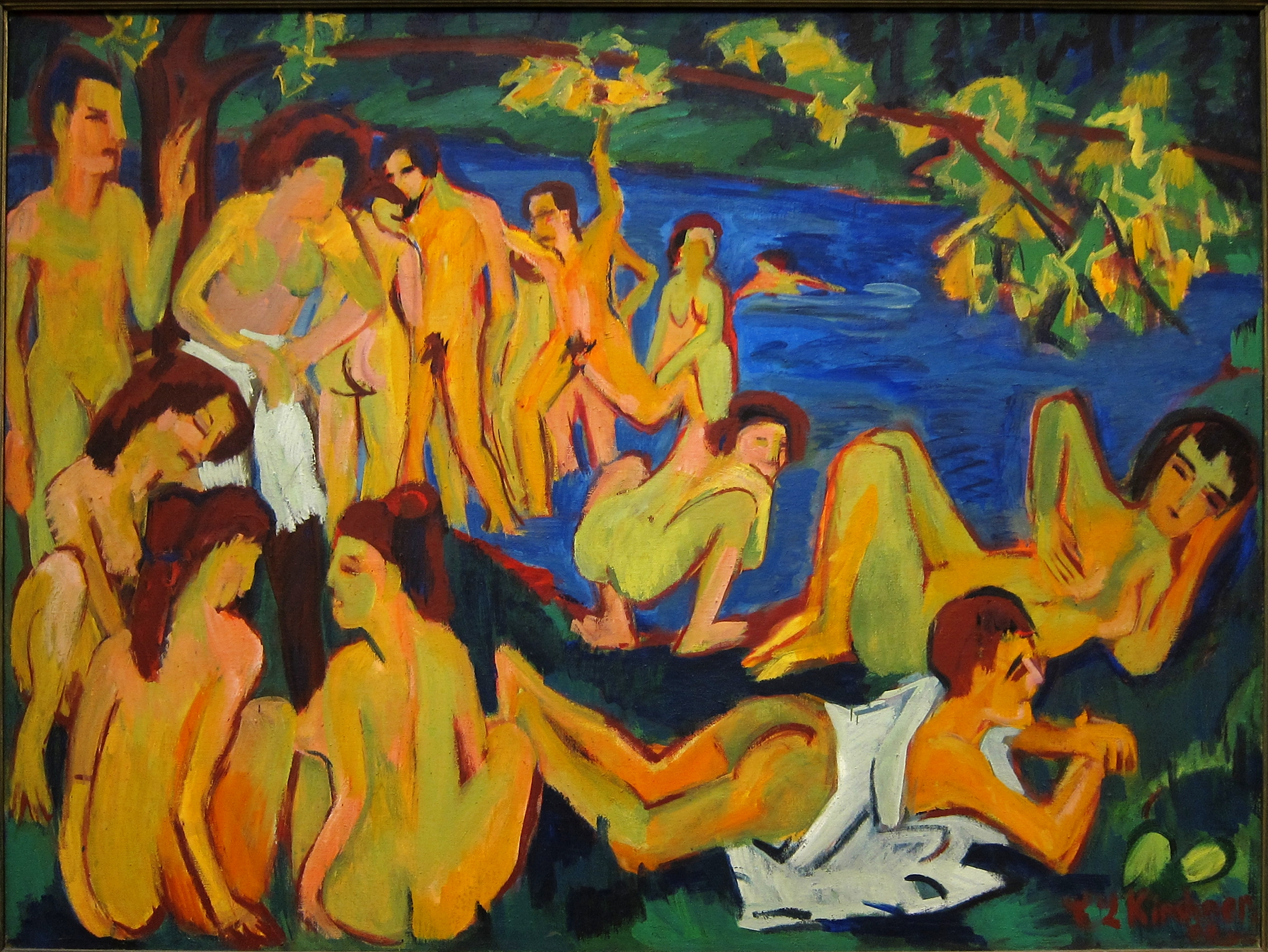
Ернст Людвіг Кірхнер, 1909/1926, Ті, що купаються, поблизу Моріцбургу
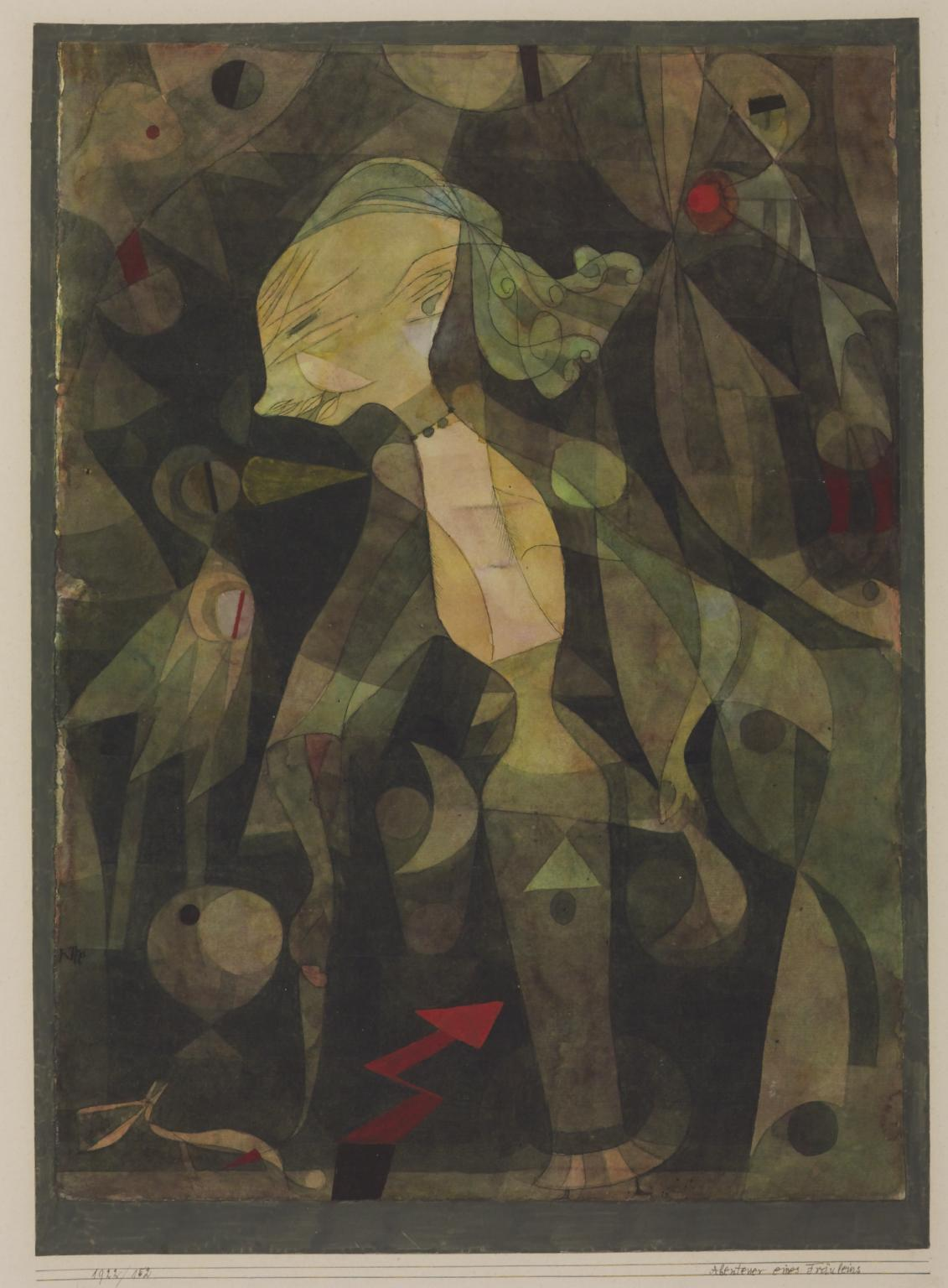
Пауль Клее, 1921, Пригоди дівчини, акварель по паперу, 43.8 × 30.8 см
Пауль Клее, 1935, Вальпургієва ніч
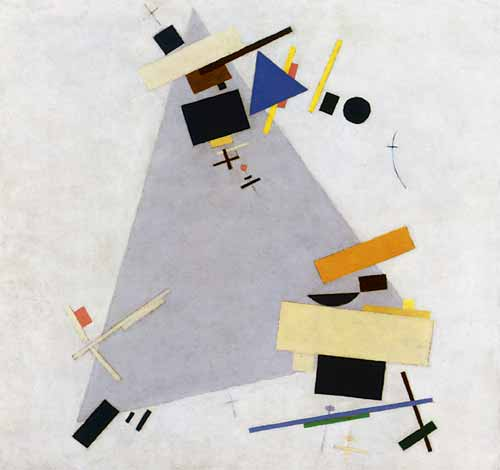
Казимир Малевич. Динамический супрематизм № 57 (1915—1916). В 1975 году картина была изъята Министерством культуры СССР из запасников Третьяковской галереи с неизвестными целями, исчезла на три года, а в 1978 году была куплена для собрания Галереи Тейт
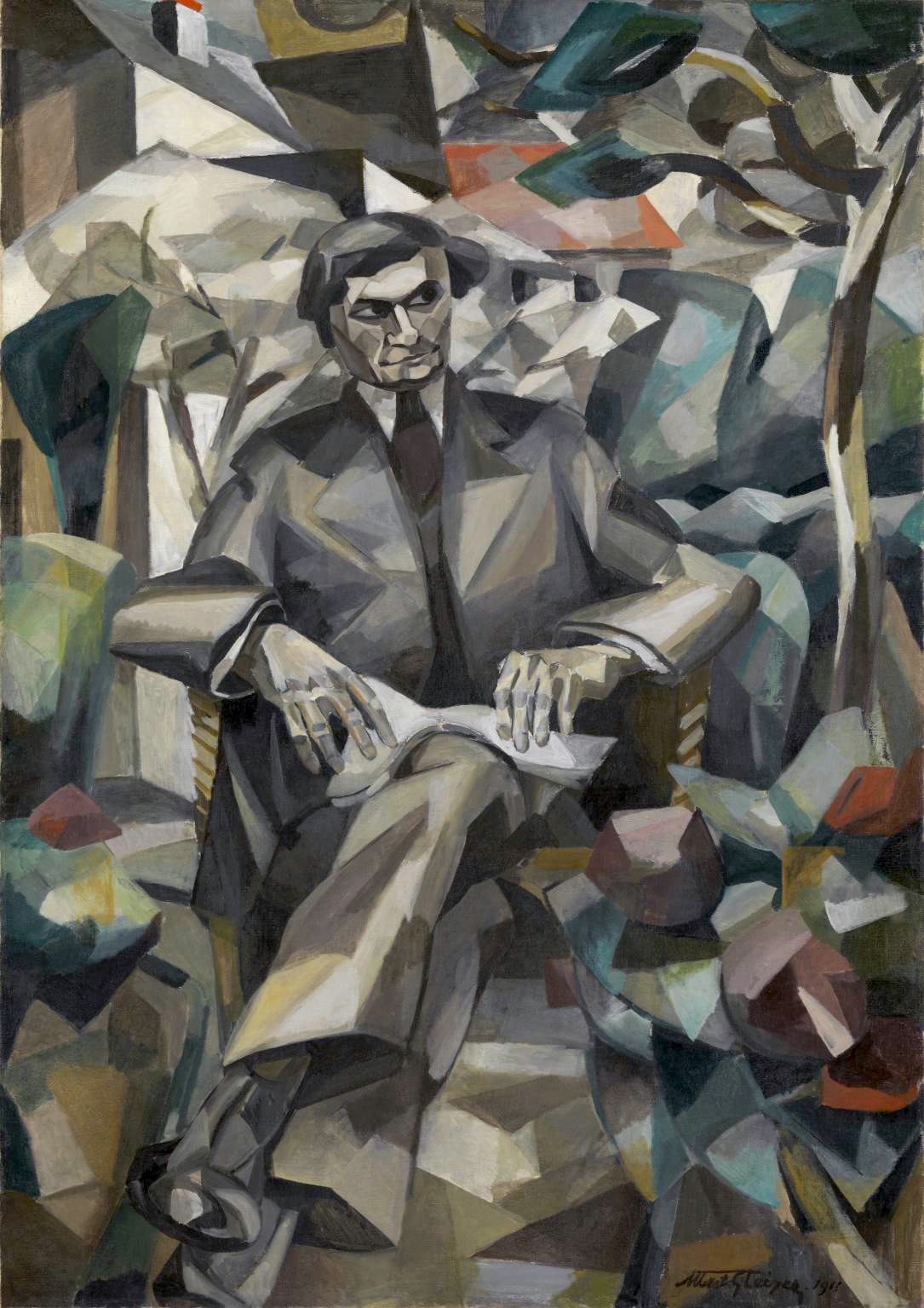
Albert Gleizes, 1911, Portrait de Jacques Nayral, oil on canvas, 161.9 x 114 cm. This painting was reproduced in Fantasio: published 15 October 1911, for the occasion of the Salon d'Automne where it was exhibited the same year.
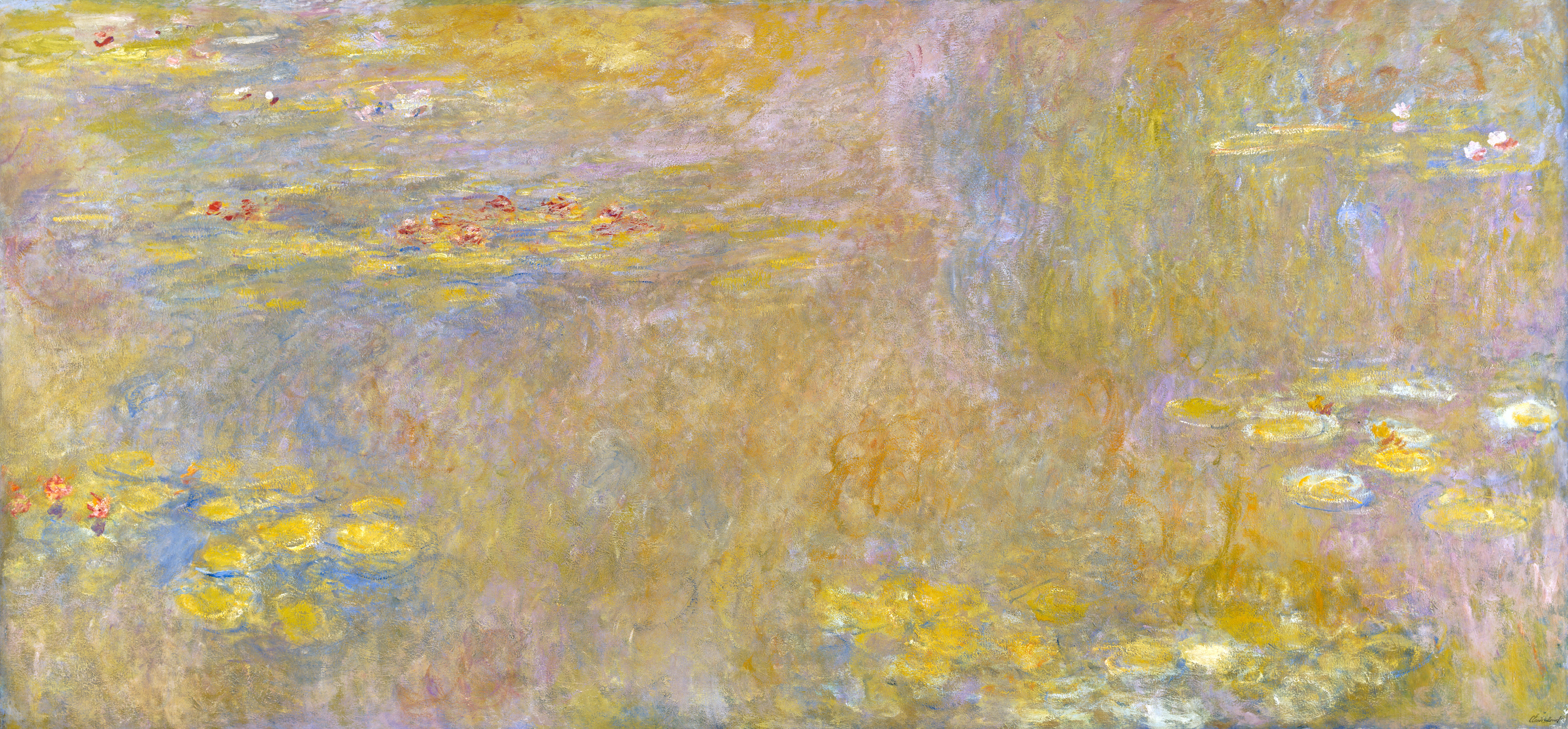
Клод Моне, 1916, Water-Lilies